# ジーロフト郡
ジーロフト郡（ペルシア語: شهرستان جیرفت）とは、イランのケルマーン州に属する郡である。郡都はジーロフト。2006年の国勢調査では、郡の人口は181,300人、世帯数は38,307。郡はCentral、Sarduiyeh、Jebalbarezの3つの地区（bakhsh）に区画されている。

## 地理・気候
ジーロフト郡は北をケルマーン郡、南をアンバラーバード郡とキャフヌージュ郡、東をバム郡、西はバーフト郡と接している。郡の東部に広がるバーレズ山脈はジーロフト郡とバム郡の境界を形成しており、北部にはアーセマーン山脈がそびえている。郡都のジーロフトにはハリール川が流れており、1993年に川水を利用するジーロフトダムが建設された。
インド洋から発する湿気は郡に集中豪雨をもたらし、洪水を起こすこともある。夏季には北部・北東部の山地から平原部に熱風が吹きつけ、時には1週間にもおよぶ熱風は湿度を下げる役割を果たしている。
ジーロフト郡はケルマーン州の中で最も農業に適した地域と言われ、領域には温暖な地域と冷涼な地域が含まれているために、双方の気候に適した作物を栽培できる。

## 住民
住民はイスラム教シーア派の十二イマーム派を信仰し、ペルシア語の方言を話す。

## 交通
郡都のジーロフトの北西に空港が設置されている。また、ケルマーンとバンダレ・アッバースを結ぶ幹線道路が郡内を通過している。